# Nedžad Gušić
Nedžad Gušić (Banja Luka, 20 maggio 1977) è un ex cestista bosniaco naturalizzato italiano.

## Carriera
Nella prima parte del campionato 2001-2002 gioca per la prima volta in Legadue con i colori del Progresso Castel Maggiore. Qui viene tagliato dopo dieci partite in cui viaggia a 12,2 punti di media (all'epoca non disponeva ancora del passaporto italiano).
Quattro stagioni più tardi, alla prima giornata del campionato 2005-2006, Gušić fa il suo esordio in Serie A con la Viola Reggio Calabria, dopo anni di gavetta in Serie C aspettando la nazionalità sportiva italiana. Dopo il breve periodo reggino va a concludere la stagione a Trapani in Legadue, poi l'anno seguente milita nel Real Madrid B, la seconda squadra del club madrileno.